# Mycosphaerella fagi
Mycosphaerella fagi (Auersw.) Lindau – gatunek grzybów z klasy Dothideomycetes. U buka (Fagus) powoduje plamistość liści.

## Systematyka i nazewnictwo
Pozycja w klasyfikacji według Index Fungorum: Mycosphaerella, Mycosphaerellaceae, Capnodiales, Dothideomycetidae, Dothideomycetes, Pezizomycotina, Ascomycota, Fungi.
Po raz pierwszy zdiagnozował go w 1869 r. Bernhard Auerswald, nadając mu nazwę Sphaerella fagi. Obecną, uznaną przez Index Fungorum nazwę nadał mu Gustav Lindau w 1897 r.